# Benidorm
Benidorm egy tengerparti város Spanyolország keleti részén, Valencia autonóm közösségben, Alicante tartományban. 2022-ben az INE (spanyol statisztikai intézet) alapján mintegy 70 ezer állandó lakosa volt, de a nyári hónapokban ez többszöröződik. A "Földközi-tenger New Yorkjaként" is ismert, mivel Spanyolországban a legtöbb felhőkarcolóval rendelkező város. Itt van az egyik legtöbb szállás a Földközi-tenger partján.

## Fekvése
Alicante városától kb. 45 km-re északkeletre, Dénia kisvárostól délnyugatra található.

## Megközelítése
Repülővel az Alicantei repülőtérre érkezés után Alicantétól az L1-s villamossal közelíthető meg.

## Története
Az egykori halászfalu magas szállóépületekkel teli üdülővárossá alakult át. A város az 1950-es években indult rohamos fejlődésnek. 1956-ban Pedro Zaragoza Orts polgármestersége alatt a városvezetés elfogadott egy várostervezési tervet, amelyben Benidormot üdülőhellyé akarták fejleszteni széles utakkal, széles tengerpartokkal, amely akkoriban úttörőnek számított. Innentől kezdve Benidorm egy modern üdülőtelepüléssé vált és a hagyományos helyi gazdaság, mint a halászat és mezőgazdaság háttérbe szorult.

## Turizmus
Benidorm népszerű úticélpontja az Egyesült Királyságból, Írországból, Norvégiából, Belgiumból és Hollandiából érkező turisták körében. A város turizmusának kezdeti fellendülése a szervezett társasutazást kínáló utazási irodák elterjedésének volt köszönhető. 
A Guardian újsgáírója Giles Tremlett Ghosts of Spain: Travels Through a Country's Hidden Past című könyvben úgy fogalmazott, hogy Benidorm a szervezett társasutazás bölcsője volt, amely teljesen ellentmondott a Francoista Spanyolország merev, nemzeti-katolikus értékeinek.
Az 1980-as években Benidorm arról vált ismertté, hogy főleg július és augusztusban a brit turisták nyaralóhelye volt, akik rendszerint mértéktelenül fogyasztottak alkoholt, emiatt gyakori randalírozás volt.
A városnak három fő strandja van: az óvárostól keletre levő Playa del Levante (valenciaiul: Platja del Levant) és az óvárostól nyugatra levő Playa del Poniente (valenciaiul: Platja del Ponent) valamint a Playa de Mal Pas (valenciaiul: Platja del Mal Pas). Mindhárom strand 1987 óta kék zászlót kap a strandon levő tisztaság miatt. 
A városban levő négycsillagos hotel a 2002-ben átadott Gran Hotel Bali, 186 méter magas, amivel Spanyolország 5. legmagasabb és Valencia autonóm közösség legmagasabb felhőkarcolója.

## Kultúra, látnivalók
- Benidorm-sziget (Páva-sziget)
- Szent Jakab és Szent Anna plébániatemplom
- A városban rendezték meg korábban a Benidormi Dalfesztivált, illetve 2022 óta a Benidorm Festet, melynek győztese képviseli Spanyolországot az Eurovíziós Dalfesztiválon

## Népesség
A település lakosságának változását az alábbi diagram mutatja:
| Lakosok száma | 57 227 | 64 956 | 67 627 | 71 034 | 72 062 | 69 010 | 66 642 | 68 721 | 69 118 | 74 663 |
|               | 2001   | 2004   | 2006   | 2009   | 2011   | 2014   | 2016   | 2019   | 2021   | 2024   |